# Piramidata
Piramidata (bułg. Пирамидата) – wieś w Bułgarii, w obwodzie Wielkie Tyrnowo, w gminie Wielkie Tyrnowo. W 2024 roku liczyła 2 mieszkańców.